# باشگاه فوتبال آمریکا ده کای
آمریکا ده کای یک باشگاه فوتبال حرفه‌ای است که در له کای، هائیتی واقع شده است. آنها در سال ۲۰۰۹ به لیگ هائتین صعود کردند.